# Иван Корабаров
Иван Корабаров е български общественик от Македония.

## Биография
Иван Корабаров е роден в 1847 година в град Велес, тогава в Османската империя. Взима дейно участие в борбата за независима българска църква и в училищното дело в родния си град. В 1917 година подписва Мемоара на българи от Македония от 27 декември 1917 година.